# Жанажол (Жангалинский район)
Жанажол (каз. Жаңажол, до 1993 г. — Мокринское) — село в Жангалинском районе Западно-Казахстанской области Казахстана. Административный центр Жанажолского сельского округа. Код КАТО — 274035100.
Село расположено на реке Большой Узень.

## Население
В 1999 году население села составляло 1260 человек (637 мужчин и 623 женщины). По данным переписи 2009 года, в селе проживало 1128 человек (555 мужчин и 573 женщины).

## История
Посёлок Мокринский входил во 2-й Лбищенский военный отдел Уральского казачьего войска.